# Cobb (Wisconsin)
Cobb es una villa ubicada en el condado de Iowa en el estado estadounidense de Wisconsin. En el Censo de 2010 tenía una población de 458 habitantes y una densidad poblacional de 213,57 personas por km².

## Geografía
Cobb se encuentra ubicada en las coordenadas 42°57′59″N 90°19′44″O / 42.96639, -90.32889. Según la Oficina del Censo de los Estados Unidos, Cobb tiene una superficie total de 2.14 km², de la cual 2.14 km² corresponden a tierra firme y (0%) 0 km² es agua.

## Demografía
Según el censo de 2010, había 458 personas residiendo en Cobb. La densidad de población era de 213,57 hab./km². De los 458 habitantes, Cobb estaba compuesto por el 98.25% blancos, el 0% eran afroamericanos, el 0% eran amerindios, el 1.09% eran asiáticos, el 0% eran isleños del Pacífico, el 0.66% eran de otras razas y el 0% pertenecían a dos o más razas. Del total de la población el 0.22% eran hispanos o latinos de cualquier raza.